# Suillus brevipes
Suillus brevipes è un fungo appartenente alla famiglia Suillaceae. Fu descritto per la prima volta verso la fine del XIX secolo da micologi americani. I corpi fruttiferi del fungo sono caratterizzati da un cappello coperto da una cuticola appiccicosa la cui colorazione varia dal color cioccolato al bruno-rossastro. Il gambo è corto, biancastro e non è presente una cortina, neanche parziale. Il diametro del cappello è di circa 10 cm, mentre il gambo è alto circa 6 e spesso 2 cm. S. brevipes produce spore nei tubuli, le cui aperture formano i pori sotto al cappello.
Suillus brevipes è una specie micorrizica, associata a pini, soprattutto a Pinus contorta e Pinus ponderosa. Proviene dal Nord America ed è stato introdotto in diversi altri paesi. È un fungo commestibile e ricco di acido linoleico.

## Tassonomia
Fu descritto come Boletus viscosus dal micologo americano Charles Frost nel 1874. Nel 1885, Charles Horton Peck, che aveva trovato degli esemplari in foreste di pino nella Contea di Albany, rinominò il fungo Boletus brevipes perché era omonima a una specie descritta da Ventenat nel 1863. Il suo nome attuale è stato assegnato da Otto Kuntze nel 1898. William Alphonso Murrill lo spostò al genere Rostkovites nel 1948, ora considerato sinonimo di Suillus.
L'epiteto brevipes significa "dal piede corto".

## Descrizione
Il cappello ha una colorazione che varia dal bruno al bruno-rossastro, tendendo al tan negli esemplari maturi. La superficie è liscia e può essere da appiccicosa a viscida. Il cappello è prima sferico, poi convesso o convesso-appianato. Il diametro è di circa 5–10 cm; la cuticola può essere rimossa. I tubuli sono gialli nei giovani, color oliva negli esemplari vecchi; possono essere adnati o decorrenti e hanno una lunghezza di circa 1 cm. I pori sono gialli pallidi con un diametro i circa 1–2 mm e non cambiano colore se danneggiati.
Il gambo è giallo pallido o bianco, asciutto, non cavo, corto rispetto al cappello: è alto da 2 a 6 cm e spesso 1 o 2. La carne è bianca, gialla pallida negli adulti. Odore e sapore sono deboli. La sporata è marrone.

### Spore
Le spore sono ellittiche, allungate, lisce e misurano da 7–10 a 3–4 µm. I basidi misurano da 2–25 a 5–7 µm.

### Commestibilità
Come molte specie del genere Suillus, S. brevipes è commestibile. Il sapore è debole, a volte lievemente acido, l'odore è debole. Questi funghi fanno parte della dieta dell'orso grizzly nel Parco nazionale di Yellowstone.

### Specie simili
Molte specie del genere Suillus che crescono associate ai pini possono essere confuse con S. brevipes. S. granulatus ha il gambo più lungo, mentre S. albidipes si differenzia perché ha tracce di cortina parziale sul margine del cappello da giovane. S. pallidiceps si distingue per il cappello, che è giallo pallido,  S. albivelatus ha la cortina. S. pungens ha un odore pungente, facilmente distinguibile dall'odore debole di S. brevipes.

## Distribuzione e habitat
Suillus brevipes cresce sul terreno, da solo o in gruppi, tra la fine dell'estate e l'autunno. È una specie comune in maggior parte del Nord America (incluse le Hawaii), dal Messico al Canada. In Porto Rico cresce sotto le piante di Pinus caribaea, probabilmente introdotto inavvertitamente dalla Carolina del Nord nel 1955. È stato introdotto anche in Argentina, India, Nuova Zelanda Giappone e Taiwan.